# Давлеткулова, Ануза Шарифулловна
Ануза Шарифулловна Давлеткулова (18 сентября 1935, Старые Санны, Башкирская АССР — 19 января 2025) — почтальон Уфимского почтамта, Герой Социалистического Труда. Заслуженный связист Башкирской АССР (1974). Мастер связи СССР (1969).
Одна из трёх почтальонов, удостоенных звания Героя Социалистического Труда (вместе с Касымалы Токолдошевым и Гаджар Муштак кызы Исабабаевой).

## Биография
Родилась в 1935 году в селе Старые Санны Благоварского района БАССР. Образование — 8 классов школы.
Трудовую деятельность начала в 1952 года учетчицей колхоза «Марат» Благоварского района. Затем работала на Уфимском почтамте: с января 1955 года — почтальоном отделения связи, с 1964 г. — бригадиром почтальонов.
А. Ш. Давлеткулова в совершенстве освоила профессию почтальона, постоянно внедряла передовые методы работы лучших почтальонов страны. Небольшой коллектив бригады, состоящий из 6 человек, отличался из года в год выполнял социалистические обязательства на 110—115 процентов. Бригада, обслуживая 5 доставочных участков частного сектора (около 1 150 жилых домов), ежедневно доставляла более 1 000 экземпляров газет, журналов, 500-писем и переводов.
А Ш. Давлеткулова, несмотря на отсутствие кисти правой руки, добивалась высоких результатов в своей работе. Девятую пятилетку она (1971—1975) завершила 5 июня 1974 г., то есть на 18 месяцев раньше срока, реализовала знаков почтовой продукции на 5 220 рублей и до конца пятилетки ещё на сумму 3 300 рублей.
А. Ш. Давлеткулова заботливо относилась к молодежи, передавала ей свой богатый опыт, обучила за годы работы профессии 96 почтальонов.
За выдающиеся успехи, достигнутые в выполнении заданий девятой пятилетки и социалистических обязательств, Указом Президиума Верховного Совета СССР от 5 марта 1976 г. А. Ш. Давлеткуловой присвоено звание Героя Социалистического Труда.
С 1977 г. работала бригадиром участка доставки корреспонденции и печати на Уфимском почтамте (43-е, 50-е, 71-е отделения связи). В 1990 г. вышла на пенсию.
Заслуженный связист Башкирской АССР (1974). Мастер связи СССР (1969).
В настоящее время Ануза Шарифулловна Давлеткулова живёт в г. Уфе.

### Семья
Замужем;
- дочь — Эльвира, сын — Радик, выпускник УГАТУ.

Давлеткулов Ренат Галинурович, Давлеткулов Ильдар Галинурович.

## Награды
- орден Трудового Красного Знамени (1966)
- орден Ленина (1971)
- Герой Социалистического Труда (орден Ленина и медаль «Серп и Молот», 1976)
- медали.